# 1 Persei
1 Persei, som är stjärnans Flamsteed-beteckning, är en dubbelstjärna belägen i den nordvästra delen av stjärnbilden, Perseus och har också variabelbeteckningen V436 Persei. Den har en högsta skenbar magnitud på ca 5,49 och är svagt synlig för blotta ögat där ljusföroreningar ej förekommer. Baserat på parallaxmätning inom Hipparcosuppdraget på ca 2,5 mas, beräknas den befinna sig på ett avstånd på ca 1 300 ljusår (ca 400 parsek) från solen. 

## Egenskaper
Primärstjärnan 1 Persei A är en blå till vit stjärna i huvudserien av spektralklass B1.5 V. Den har en massa som är ca 7 solmassor, en radie som är ca 3,3 solradier och utsänder ca 2 200 gånger mera energi än solen från dess fotosfär vid en effektiv temperatur på ca 21 500 K.
1 Persei är en förmörkelsevariabel av Algol-typ (EA/D) med en visuell magnitud som varierar mellan +5,49 och 5,85 med perioden 25,9359 dygn. Under primärstjärnans förmörkelse sjunker ljusstyrkan till magnitud 5,85, medan den vid följeslagarens förmörkelse sjunker till 5,74. Förmörkelserna varar i ungefär 25 timmar.
Dubbelstjärnan består av två stjärnor i huvudserien av spektraltyp B2 i en excentrisk bana med en omloppsperiod av 25,9 dygn. Stjärnorna är omgivna av ett svagt gasmoln som är synlig i mitten av infraröd våglängd, även om det är oklart huruvida de är ursprunget till gasen eller helt enkelt passerar den.